# Teresa Wallis-Joniak
Teresa Wallis-Joniak (ur. 13 października 1926 w Chorzowie) – polska malarka i nauczycielka.

## Życiorys
Ukończyła studia na Wydziale Malarstwa Akademii Sztuk Pięknych im. Jana Matejki w Krakowie. Tytuł magistra sztuki otrzymała w 1954 roku, promotorką dyplomu była prof. Hanna Rudzka-Cybisowa. Od 1955 r. członkini Związku Polskich Artystów Plastyków, a od 1996 r. Towarzystwa Przyjaciół Sztuk Pięknych w Krakowie. Malująca głównie w nurcie postimpresjonizmu określanego jako koloryzm krakowski. Od 1972 r. nauczycielka wychowania plastycznego w krakowskich liceach, prowadząca praktyki pedagogiczne dla studentów kierunków związanych ze sztuką ówczesnej Wyższej Szkoły Pedagogicznej (obecnie Uniwersytet Komisji Edukacji Narodowej w Krakowie). Za pracę pedagogiczną nagrodzona przez Ministra Oświaty i Wychowania. Przez szereg lat pełniła funkcję sekretarza naukowego Olimpiady Artystycznej. Jej prace znajdują się w kolekcjach prywatnych w kraju i za granicą.
Żona Juliusza Joniaka, pedagoga i artysty, córki: Anna (konserwator dzieł sztuki) i Marta (architekt).